# Egitalide
Egitalidele (Aegithalidae), sau pițigoii codați, este o familie de păsări arboricole insectivore paseriforme răspândite din Europa de Vest până în Himalaia și Orientul Îndepărtat. Familia conține 13 specii în trei genuri, toate, cu excepția uneia, se găsesc în Eurasia. Pițigoiii sunt păsări active, care se mișcă aproape constant în timp ce caută insecte în arbuști și copaci. O specie, pițigoiul codat (Aegithalos caudatus), locuiește și România și Republica Moldova.

## Descriere
Sunt păsări mici cu cozile relativ lungi și penajul înfoiat care le dă un aspect pufos și zbârlit. Au ciocul foarte mic, scurt și conic, destul de gros și puțin comprimat lateral. Aripile sunt scurte și rotunjite, cu zece remige primare. Coada este lungă sau foarte lungă. Coloritul penajului este în general deasupra întunecat, cenușiu sau brun sau mai deschis, și adesea alb dedesubt. Mai multe specii au o mască facială neagră, iar unele specii au o nuanță roză pe pene. Au o lungime de 8,9-16 cm și o greutate de 4-9 g. 

## Taxonomie
Familia egitalidelor cuprinde 3 genuri și 13 specii:
| Imagine | Gen                          | Specie |
| ------- | ---------------------------- | --- |
|         | Leptopoecile Severtzov, 1873 | - Pițigoi cu sprâncene albe, Leptopoecile sophiae - Pițigoi crestat, Leptopoecile elegans |
|         | Psaltriparus Bonaparte, 1850 | - Pițigoi american, Psaltriparus minimus |
|         | Aegithalos Hermann, 1804     | - Pițigoi codat, Aegithalos caudatus - Pițigoi cu gât arginitiu, Aegithalos glaucogularis - Pițigoi cu obraji albi , Aegithalos leucogenys - Pițigoi cu gât negru, Aegithalos concinnus - Pițigoi cu gât alb, Aegithalos niveogularis - Pițigoi cu fruntea ruginie, Aegithalos iouschistos - Pițigoi cu sprânceană neagră, Aegithalos bonvaloti - Pițigoi birmanez, Aegithalos sharpei - Pițigoi cu cap cenușiu, Aegithalos fuliginosus - Pițigoi mic, Aegithalos exilis |